# Favusella
Favusella es un género de foraminífero planctónico de la de la familia Favusellidae, de la superfamilia Rotaliporoidea, del suborden Globigerinina y del orden Globigerinida. Su especie tipo es Globigerina washitensis. Su rango cronoestratigráfico abarca desde el Barremiense (Cretácico inferior) hasta el Cenomaniense superior (Cretácico superior).

## Descripción
Favusella incluía foraminíferos planctónicos con conchas trocoespiraladas; sus cámaras eran globulares, creciendo en tamaño de forma rápida; presentaban 4 a 5 cámaras en la última vuelta de espira; el ombligo es medianamente amplio y profundo; su contorno era lobulado y su periferia ampliamente redondeada; las suturas intercamerales son radiales e incididas; su abertura era umbilical a umbilica-extraumbilical, con forma de arco y bordeada por un estrecho labio; presentaban pared calcítica hialina, finamente perforada, y superficie fuertemente reticulada (favosa), con crestas interporales gruesas.

## Discusión
Clasificaciones posteriores incluyen Favusella en la Superfamilia Favuselloidea. Al utilizar la misma especie tipo, algunos autores llegaron a la conclusión de que el nombre Reticuloglobigerina Reiss, 1963, tenía prioridad al de Favusella. Sin embargo, Reticuloglobigerina no fue originalmente descrito de forma completa, por lo que fue finalmente considerado nomen nudum y su nombre invalidado según el Art. 15 del ICZN. A partir de entonces, los especialistas consideran Favusella como el nombre válido.

## Paleoecología
Favusella incluía foraminíferos con un modo de vida planctónico (o meroplanctónico o ticoplanctónico), de distribución latitudinal cosmopolita, y habitantes pelágicos de aguas intermedias (medio mesopelágico superior).

## Clasificación
Favusella incluye a las siguientes especies:
- Favusella hiltermani †
- Favusella stiftia †
- Favusella washitensis †